# Lødingen
Lødingen este o comună din provincia Nordland, Norvegia.